# Callengeville
Callengeville é uma comuna francesa na região administrativa da Normandia, no departamento de Sena Marítimo. Estende-se por uma área de 16,93 km². Em 2010 a comuna tinha 518 habitantes (densidade: 30,6 hab./km²).